# Seznam lodí Klingonské říše
Ve fiktivním vesmíru Star Treku používá Klingonská říše několik tříd hvězdných lodí. Klingoni jsou popsáni jako válečnická rasa, pro kterou je nejdůležitější čest a sláva, takže jejich plavidly jsou téměř výhradně válečné lodě. To kontrastuje hlavně s výzkumným a průzkumným účelem plavidel Hvězdné flotily. V původním seriálu Star Trek se jako první klingonská loď objevuje bitevní křižník třídy D7, který navrhl Matt Jeffries tak, aby tvarem připomínal Mantu obrovskou. Vpředu se nacházel zakulacený trup spojený dlouhým můstkem se zbytkem lodě, ke kterému byly po stranách připojeny gondoly warp pohonu. Přestože se od té doby objevilo několik dalších typů lodí, všechny se víceméně stále drží této předlohy. Dlouhou dobu byly pro potřeby seriálů vyráběny zmenšené repliky lodí, teprve později s rozvojem výpočetní techniky je nahradily počítačové modely. Postupem času byly mnohé originální studiové modely prodány v aukcích.
Všechny klingonské lodě jsou vybaveny jak nějakou formou impulsního pohonu, tak nadsvětelným warp pohonem. Jsou obvykle těžce vyzbrojené, vybavené částicovými paprskovými zbraněmi zvanými disruptory a fotonovými torpédy s antihmotovou hlavicí. Později začnou využívat také maskovacího zařízení. Pro seriály Star Trek: Nová generace a Star Trek: Stanice Deep Space Nine navrhl design klingonských lodí Rick Sternbach tak, aby reflektoval mírovou smlouvu mezi Federací a Klingonskou říší. Naopak v seriálu Star Trek: Enterprise jsou lodě primitivnější, aby lépe zapadly do chronologického vývoje univerza. Vnitřek plavidel je velmi praktický, má za cíl napodobit vnitřek starých ponorek. Názvům klingonských lodí přechází předpona IKS, což znamená "Imperial Klingon Starship" (Imperiální klingonská hvězdná loď).

## Původní série

### Třída D7
Jedná se o bitevní křižníky Klingonské imperiální flotily z 23. století, které byly postupem času nahrazeny výkonnější třídou K't'inga. Ve službě zůstaly minimálně do poloviny 24. století, kdy sloužily jako průzkumná plavidla. Poprvé se loď třídy D7 měla objevit v epizodě Elaan z Troyiu, ale kvůli změně pořadí epizod se tak nakonec stalo v epizodě Případ Enterprise. Je ukázáno, že je vyzbrojena několika disruptorovými bankami, které pálí v pulsech, a také odpalovači fotonových torpéd v přední části. V jedné epizodě animovaného Star treku Další trable s tribbly je křižník třídy D7 vybaven stázovou zbraní, schopnou paralyzovat nepřátelské plavidlo. Pohon se skládá jak z podsvětelných impulsních motorů, tak nadsvětelných warp motorů. Maskovací zařízení třída D7 původně mít neměla; to se změnilo v epizodě "Případ Enterprise", ve které bylo několik klingonských bitevních křižníků pod kontrolou Romulanů. Jako součást technologické výměny mezi těmito rasami získali Klingoni také maskovací zařízení.
Plavidlo navrhl Matt Jeffries tak, aby bylo diváky u obrazovek rychle rozpoznatelné. Protože Jeffries také chtěl, aby vzhled třídy D7 byl výhrůžný, nebo dokonce surový, zvolil design a barvy Manty obrovské. Primární trup má tvar širokého křídla, k němuž je pomocí dlouhého krku připojen kulovitý velitelský modul. Tento vzor poté převzali všechny následující klingonská plavidla. Jeffriesův originální model třídy D7 se nyní nachází ve Smithsonian Institution National Air and Space Museum ve Washingtonu, spolu s původním studiovým modelem USS Enterprise (NCC-1701). Vzhled třídy D7 byl postupem času upravován, zbrusu nový studiový model vytvořil Greg Jein pro epizodu seriálu Star Trek: Stanice Deep Space Nine Další trable s tribbly. Tento model je podrobnější a původní šedou barvu nahradila zelená. Loď třídy D7 se také objevila v epizodě seriálu Star Trek: Voyager Proroctví, ale protože nebyl k dispozici Jeinův CGI model, byla loď zobrazena jako bitevní křižník třídy K't'inga. Při remasterování původní série byla všechna plavidla třídy D7 nahrazena novým CGI modelem vytvořeným Michaelem Okudou.
Vybraná plavidla:
| Jméno                  | Rok služby | Informace                                                                     |
| ---------------------- | ---------- | ----------------------------------------------------------------------------- |
| IKS Gr'oth             | 2267       | Pod velením kapitána Kolotha, účastnila se Projektu stázové pole.             |
| IKS Klothos            | 2269       | Pod velením kapitána Kora, účastnila se útoku na federační základnu Caleb IV. |
| Kangův bitevní křižník | 2268       | Pod velením kapitána Kangy, zničen Enterprise.                                |

### Třída K't'inga
Stejně jako předchůdce, třída D7, se jedná o bitevní křižníky, které sloužily na konci 23. století v Klingonské imperiální flotile a v polovině 24. století v Klingonských obranných silách. Jsou dlouhé 350 metrů a posádka čítá 800 osob. Má stejně rozložené zbraně jako třída D7, včetně šesti disruptorových kanónů a odpalovače torpéd ve velitelském modulu. Navíc má maskovací zařízení, zadní odpalovač torpéd a je schopen vystřelit silný disruptorový paprsek z velitelského modulu. Podle epizody Vzpomínka lodě třídy K't'inga používají také explozivní šokové výboje. Plavidla třídy mohou být využita také jako lůžkové lodě cestující vesmírem mnoho let, zatímco je posádka v umělém spánku (epizoda Posel). Vnitřní prostory navrhl Douglas Turnbull s úmyslem evokovat „nepřátelskou ponorku během druhé světové války, která je na moři příliš dlouho“.
Tato třída vznikla modernizací bitevních křižníků třídy D7 a byla určena pro seriál Star Trek: Phase II. Když byl seriál zrušen, příběh pilotního dílu byl transformován na film Star Trek, kde se bitevní křižníky třídy K't'inga objeví v úvodní scéně. Za designem stojí Andrew Probert, jméno třídě dal Gene Roddenberry v novele Hrozba z vesmíru. Přestože sdílí stejnou konfiguraci jako třída D7, hlavním rozdílem je zvýšení detailů, aby loď působila více realisticky. Kromě toho má také jiné impulsní trysky. Model třídy K't'inga byl později upraven firmou Industrial Light & Magic pro potřeby filmu Star Trek VI: Neobjevená země. Dostal svítící warpové gondoly a barva trupu byla změněna na světle zelenou se zlatými a vínově červenými detaily. ILM tak učinila proto, aby ho odlišil od hladké a jednobarevné Enterprise-A, zatímco klingonské plavidlo mělo být vznešené až okázalé. CGI verze s mírně upraveným designem gondol byla vytvořena pro pozdější sezóny seriálu Star Trek: Stanice Deep Space Nine. Tento model byl posléze chybně použit jako reprezentant starých klingonských lodí v epizodách Proroctví a Nečekané setkání. Originální studiový model bitevního křižníku třídy K't'inga byl prodán v roce 2006 v aukci za 102 tisíc amerických dolarů.
Vybraná plavidla:
| Jméno      | Rok služby | Informace                                                                                      |
| ---------- | ---------- | ---------------------------------------------------------------------------------------------- |
| IKS Amar   | 2272       | Zničen entitou V'Ger.                                                                          |
| IKS B'Moth | 2373       | Zničen Jem'Hadary během hlídkování u cardassijských hranic, zachránilo se 35 členů posádky.    |
| Kronos One | 2293       | Vlajková loď kancléře Klingonské vysoké rady. Někdy později vyřazen a vystaven v Muzeu flotily |

### Třída Válečný pták
Ačkoli se ve světě Star Treku objevuje více variant, oficiálně existují pouze dvě třídy Válečných ptáků: B'rel a K'Vort. Obě využívají stejný studiový model, liší pouze proporční velikostí k ostatním lodím. B'rel jsou 160 metrů dlouhá průzkumná plavidla s posádkou pouhých 12 osob určená ke špionáži, menší šarvátkám a přepadům. K'Vort je lehký křižník dlouhý 320 metrů s posádkou přes 300 Klingonů. Oba typy jsou vyzbrojeny disruptorovými kanóny na křídlech a odpalovačem fotonových torpéd v přední velitelské části lodi. Samozřejmostí je maskovací zařízení, impulsní i warp pohon. Interiér podobný ponorce vychází z návrhů Douglase Trumbulla pro třídu K't'inga; někteří ptáci jsou dokonce vybaveni periskopem, aby kapitán mohl osobně zaměřit nepřítele. I přes zdánlivě lehkou výzbroj jsou velmi efektivní, dokázali totiž zničit jak Enterprise-A, tak značně vyspělejší Enterprise-D. Normálně může Válečný pták střílet pouze pokud není zamaskovaný, ale ve filmu Star Trek VI: Neobjevená země vyvinuli Klingoni typ, který může střílet i během maskování.
Tato třída je jednou z nejznámějších ve světě Star Treku. Poprvé se objevila ve filmu Star Trek III: Pátrání po Spockovi, poté v dalších pěti filmech a často také v seriálech Nová generace a Stanice Deep Space Nine. ILM vytvořilo Válečného ptáka pro Star Trek III za asistence režiséra filmu, Leonarda Nimoye. Podle prvních návrhů to měla být romulanská loď; tento nápad byl sice posléze opuštěn, ale maskovací zařízení jí zůstalo, protože bylo důležitou součástí zápletky filmu. Zobrazení ptačího peří na křídlech podle romulanského vzoru také zůstalo. Válečný pták je první třída klingonských lodí standardně vybavených maskovacím zařízením, všechny chronologicky následující lodě v seriálech mohou tuto techniku využívat také. Křídla jsou pohyblivá: při útoku se sníží, v letovém módu jsou v horizontální poloze a při přistávání se zvednou. Bohužel se studiovému modelu rozbil mechanismus pro pohyb křídla, takže v dalších seriálech jsou křídla pevně fixovaná buď v letovém, nebo útočném módu. To se změnilo až po zavedení CGI modelu. Originální studiový model Válečného ptáka byl prodán v roce 2006 v aukci: celý model za 307,2 tisíc amerických dolarů, zvětšená křídla použitá pro detailní záběry ve filmu Star Trek V: Nejzazší hranice za 8,4 tisíc dolarů.
Experimentální letoun Boeing Bird of Prey postavený firmou McDonnell Douglas divizí Phantom Works byl pojmenován po klingonském Válečním ptákovi.
Vybraná plavidla:
| Jméno               | Rok služby | Informace                                                                 |
| ------------------- | ---------- | ------------------------------------------------------------------------- |
| IKS Buruk (K'Vort)  | 2367       | Transportoval Gowrona do systému Gamma Arigulon.                          |
| IKS Ch'Tang (B'rel) | 2367       | Velící loď generála Martoka během nájezdu na planetu Trelka V.            |
| IKS Koraga (K'Vort) | 2375       | Pod velením poručíka Worfa zničen Jem'Hadary během hlídkování u Badlands. |

## Nová generace

### Třída Vor'cha
Třída silných útočných křižníků, která debutovala v epizodě Nové generace Opět spolu. Jeho bojová účinnost je srovnatelná s těžkým křižníkem. Vor'cha je první klingonská třída, která se neobjevila v původní sérii. Její design navrhl Rick Sternbach, studiový model postavil Greg Jein. Sternbach vycházel z mírové dohody mezi Klingonskou říší a Spojenou federací planet tak, aby výsledný návrh reflektoval technologickou výměnu a spolupráci mezi oběma stranami. Proto jsou gondoly warp pohonu stejné, jako používá Hvězdná flotila, a barva lodi byla záměrně umístěna přesně mezi temně zelenou Válečných ptáků a temně šedou USS-Enterprise-D. Sternbachovy původní nákresy třídy Vor'cha byly prodány v roce 2003 v aukci za 850 dolarů, zatímco studiový model zničeného křižníku byl vydražen na eBay v roce 2006 za 1,025 dolarů.
Vznik třídy Vor'cha spadá do poloviny 24. století, vzhled zachovává tradiční klingonskou konfiguraci s velitelskou sekcí vpředu a krátkým spojujícím ramenem přecházejícím ve velký sekundární trup. Jedná se o jednu z největších klingonských lodí ve Star Treku, délka se pohybuje okolo 500 metrů a posádka činí 1 900 osob. Je těžce ozbrojena, včetně osmnácti disruptorových kanónů a tří odpalovačů fotonových torpéd. Kromě toho je přední část křižníku vybavena obzvlášť silným disruptorovým paprskem. Jako obvykle se zde nachází maskovací zařízení, impulsní i warp motory. V epizodě Stanice Deep Space Nine Návrat na výsluní je uvedeno, že křižník má dostatečnou palebnou sílu, aby ohrozil podzemní planetární základny orbitálním bombardováním. Vor'cha byla často k vidění v seriálech Nová generace a Stanice Deep Space Nine: zpočátku jako vlajková loď klingonského impéria pod velením kancléřů K'mpeca a Gowrona, později jako páteřní plavidla impéria v ozbrojených střetnutích.
Vybraná plavidla:
| Jméno        | Rok služby  | Informace                                                                           |
| ------------ | ----------- | ----------------------------------------------------------------------------------- |
| IKS Drovana  | 2372        | Poškozena maskovanou minou v systému Bajor, opravena ve stanici Deep Space Nine.    |
| IKS Bortas   | 2366 - 2369 | Gowronova vlajková loď během klingonské občanské války.                             |
| IKS Toh'Kaht | 2369        | Pod velením kapitána Tel-Peha měla vybudovat klingonskou kolonii v Gamma kvadrantu. |

### Třída Negh'Var
Válečné lodě třídy Negh'Var jsou největšími a nejvíce ozbrojenými klingonskými plavidly ve světě Star Treku. Třídu původně navrhl Rick Sternbach jako útočný klingonský křižník pro alternativní časovou linii v epizodě Všechno dobré.... Studiový model vycházel z již existující třídy Vor'cha a byl poprvé použit v epizodě Stanice Deep Space Nine Cesta válečníka. CGI verze modelu byla nakonec použita v epizodě seriálu Voyager Dohra, když obsahovala prvky jak z epizod Cesta válečníka, tak Všechno dobré.... Poté se objevila ještě v epizodách Roztříštěné zrcadlo a Císařovo nové maskování jako vlajková loď v zrcadlovém vesmíru: tato verze byla mnohem větší než běžné lodě třídy Negh'Var. Pro účely natáčení byl vyroben 25 stop dlouhý model, aby vedle něj v bojových sekvencích vypadal USS Defiant jako trpaslík. Originální studiový model třídy Negh'Var byl prodán v roce 2007 v aukci za 7,5 tisíc amerických dolarů.	
Válečná loď se poprvé představila v epizodě Cesta válečníka jako vlajková loď Klingonské říše pod vedením kancléře Gowrona a generála Martoka. Protože studiový model vycházel z třídy Vor'cha, sdílí obě třídy mnoho detailů v designu, včetně tvaru, barvy a gondol. Nicméně s délkou 700 metrů a posádkou 2 500 osob je podstatně větší než Vor'cha. Loď je vyzbrojena dvaceti disruptorovými bankami a čtyřmi odpalovači torpéd, stejně jako silným disruptorovým kanónem vyčnívajícím z přední velitelské sekce.
Vybraná plavidla:
| Jméno        | Rok služby | Informace |
| ------------ | ---------- | --- |
| IKS Negh'Var | 2373       | První loď třídy, vedla klingonské síly při invazi do Cardassijské unie a poté při útoku na stanici Deep Space Nine. |

## Enterprise

### Třída D4
Bitevní křižník třídy D4 měl být první klingonskou lodí, která se objeví v seriálu Star Trek: Enterprise ve čtvrté epizodě Nečekané setkání. Návrh Johna Eavese měl představovat přímého předchůdce Jeffriesovy třídy D7: vzhled byl velmi podobný a sledoval původní linie tvarů, ale měl primitivnější konstrukci a robustnější vzhled. Eavesův tým byl schopný vytvořit počítačový model pro epizodu, ale producenti odmítli tento model, protože okna nebyla tak výrazná, jako u dalších lodí. Pár hodin před termínem dokončení epizody nebyl Eavesův tým, vyčerpaný prací na epizodě Setkání u Broken Bow, schopný přes noc pracovat na požadovaných změnách. Proto se producenti rozhodli využít starší CGI model třídy K't'inga pro seriál Stanice Deep Space Nine. Tak vznikla chyba v sérii, protože stejný design beze změn byl k vidění celých 225 let. Z tohoto důvodu se producenti rozhodli, že model třídy K't'inga by neměl být používán znovu, protože to nesedělo s tematikou Enterprise. Dotčení návrháři později vyjádřili lítost nad tím, že je používán starší model, ale uznali, že kvůli vyčerpání týmu neexistovala jiná alternativa.

### Třída D5
Bitevní křižník třídy D5 z poloviny 22. století je loď vybavená disruptorovými kanóny a fotonovými torpédy schopná vyvinout rychlost warp 6. Má standardní klingonské rozmístění: malá, dopředu vysunutá velitelská sekce je horizontálně spojená se sekundárním trupem, gondoly warp pohonu se nacházejí na stranách a trysky impulsního pohonu směřují dozadu. Nicméně design je odlišný od pozdější třídy D7: velitelská sekce je méně kulovitá a je proporčně větší, gondoly jsou kuželovité a jejich držáky vysunuté dozadu, nikoli dopředu.

### Třída Raptor
Nová třída klingonských lodí ze seriálu Enterprise, poprvé se objevila v epizodě Spící psi. Umělecké oddělení Hermana Zimmermana ji vyprodukovalo jako čistě počítačový model: John Eaves byl zodpovědný za vypracování uměleckého návrhu a Doug Drexler převedl náčrty na CGI síťový model pomocí programu LightWave 3D. Eavesovým úkolem bylo navrhnout mnohem primitivnější loď než další chronologicky následující klingonská plavidla, s viditelnými rozvody a robustní konstrukcí. Eaves řekl, že vzhledově vypadá "jako by byla složená z několika různých dílů, které někdo spojil dohromady". Několik návrhů ukázal Zimmermanovi, než byla vybrána konečná varianta třídy Raptor. Drexler se také podílel na některých detailech lodi, jako třeba na umístění hangáru. Konečný model byl později použit jako základ pro další klingonské lodě.	
Přestože jde o průzkumné plavidlo, jedná se o nebezpečnou loď. Její trup je dvakrát silnější než Enterprise (NX-01) a je schopná přežít tlak dva kilometry uvnitř atmosféry plynného obra. Ačkoliv se oficiálně jedná o předchůdce třídy D7, je podstatně menší a posádku činí pouze 12 osob. Je vyzbrojena dvěma odpalovači torpéd a disruptorovým paprskem v zadní části lodi. Má impulzní i warp motory. Přestože se třída Raptor objevuje pouze v jedné epizodě, její schematické nákresy se objevují i v dalších epizodách.
Vybraná plavidla:
| Jméno      | Rok služby | Informace                                                            |
| ---------- | ---------- | -------------------------------------------------------------------- |
| IKS Somraw | 2151       | Po útoku na základnu Xarantinů se posádka nakazila smrtícím toxinem. |

### Třída Válečný pták
Tento typ Válečného ptáka se poprvé objevil v epizodě Enterprise Delfská oblast. Byl těžce ozbrojen několika disruptorovými kanóny, a předním a zadním odpalovačem torpéd.